# Newark North Gate
Newark North Gate (ang: Newark North Gate railway station) – stacja kolejowa w Newark-on-Trent, w hrabstwie Nottinghamshire, w Anglii, w Wielkiej Brytanii. Znajduje się na East Coast Main Line, 120 mil (193 kilometrów) na północ od London Kings Cross, między Grantham i Retford.
Newark-on-Trent to niewielkie miasto targowe, 25 mil (40 km) na wschód od miasta Nottingham. Newark posiada również inną stację: Newark Castle, obsługiwaną przez East Midlands Trains i znajduje się bliżej centrum miasta. Łączy ona Newark z Nottingham Lincoln i innych miast w środkowej Anglii.
Na przełomie 2008/09 z usług stacji skorzystało 1,125 mln pasażerów.